# Afumaţi
Afumaţi es una comuna ubicada en el distrito de Dolj, Rumania.

## Superficie
Posee una superficie de 69,60 kilómetros cuadrados.

## Demografía
Hasta 2021 la población era de 2646 habitantes, con una densidad de población de 38,02 habitantes por kilómetro cuadrado.